# Jívaro-Sprachen
Die Jívaro-Sprachen (englisch Jivaroan) sind eine indigene amerikanische Sprachfamilie Südamerikas, die aus nur vier Sprachen besteht (in eckigen Klammern ist jeweils der ISO 639-3-Code angegeben):
- Achuar-Shiwiar [acu] (ca. 5.000 Sprecher in Peru und Ecuador)
- Aguaruna [agr] (Eigenbezeichnung: Aénts chícham; ca. 38.000 Sprecher in Peru)
- Huambisa [hub] (ca. 9.000 Sprecher in Peru)
- Shuar [jiv] (Eigenbezeichnung: Shuar chicham; ca. 47.000 Sprecher in Ecuador)

Die Jívaro-Sprachen haben die Grundwortstellung Subjekt-Objekt-Verb (SOV).

## Personalpronomen
Die Personalpronomen des Aguaruna lauten wie folgt (nach Fast/Larson 1974):
| ich                    | wi        |
| du                     | ámẽ       |
| er, sie, es (anwesend) | au        |
| er, sie, es (abwesend) | nii       |
| wir                    | ii (jutí) |
| ihr                    | átum      |
| sie                    | díta      |